# Долайты
Долайты (каз. Долайты) — село в Уйгурском районе Алматинской области Казахстана. Входит в состав Аксуского сельского округа. Находится примерно в 21 км к юго-юго-востоку (SSE) от села Чунджа, административного центра района, на высоте 1295 метров над уровнем моря. Код КАТО — 196635200.

## Население
В 1999 году численность населения села составляла 1331 человека (686 мужчин и 645 женщин). По данным переписи 2009 года, в селе проживало 1086 человек (566 мужчин и 520 женщин).